# Disney Channel (Nederland/Vlaanderen)
Disney Channel Nederland/Vlaanderen is een Nederlandstalige televisiezender in het bezit van The Walt Disney Company dat 24 uur per dag wordt uitgezonden. Hoewel deze uitvoering niet in Luxemburg is te zien, wordt Disney Channel Nederland/Vlaanderen ook weleens Disney Channel Benelux genoemd. Ook refererend aan Disney Channels Beneluxonderdeel van Disney Channels Worldwide.
In Vlaanderen is Disney Channel sinds 1 november 2009 te zien. Aanvankelijk ontving men in Vlaanderen dezelfde Disney Channel als in Nederland, maar dan met aparte (Vlaamse) reclameblokken. Sinds 2012 waren de Vlaamse en Nederlandse Disney Channel twee aparte versies met elk hun eigen programmering. Disney Channel Benelux wordt uitgezonden vanuit Nederland.

## Formule
Disney Channel zendt voornamelijk programma's uit die gericht zijn op kleuters, kinderen en tieners tot 15 jaar, maar richt zich ook op complete gezinnen. De zender heeft een softere en rustigere programmering dan Disney XD.
In het begin werden de series overdag in Nederlands nagesynchroniseerde uitvoering uitgezonden en na 18.00 uur in het origineel met Nederlandse ondertiteling want met de komst van het kanaal op 3 oktober 2009 was het kanaal al gelijk 24 uur per dag te zien (alleen bij UPC), uitgezonderd animatieseries en Nederlandse en Vlaamse producties. Sinds begin 2012 is de overgangstijd geleidelijk steeds verder verlaat tot ongeveer 22.00 uur. Op een gegeven moment waren alleen in het weekend op de late avond nog wat series in de originele versie te zien.
In april 2014 begon Disney Channel met een tweesporige geluidsoptie, aanvankelijk alleen bij Ziggo en later ook bij diverse andere aanbieders.
Na ongeveer 23.00 uur begint Disney met de nachtprogrammering; dit zijn een aantal animatieseries die voornamelijk gericht zijn op de wat jongere kinderen. Deze worden gedurende de hele nacht herhaald. Disney kiest hierin duidelijk een andere weg dan concurrent
Nickelodeon, die zich op deze tijd juist op tieners richt.
Disney Channel laat eigen promotiefilmpjes en ook reclamespotjes van externe adverteerders zien. Deze worden in principe alleen tussen het begin en het eind van de serie uitgezonden, net als op de publieke netten. Bij langere series zoals Violetta en films is soms ook tussendoor een (kort) reclameblok te zien. Ook hierin kiest Disney een andere weg dan Nickelodeon, dat de series tussendoor juist wel onderbreekt voor reclame en daardoor ook een stuk meer reclame uitzendt.
In 2017 heeft Disney de Disney Channel App en de Disney Junior App gelanceerd. De Disney Channel App is inmiddels (2019) niet meer beschikbaar, Disney XD heeft nooit een App gehad.

## Geschiedenis
De zender was in eerste instantie sinds 3 oktober 2009 exclusief voor tv-klanten van UPC beschikbaar.
Op 29 juni 2011 kondigde Ziggo aan dat Disney Channel vanaf 1 september 2011 toegevoegd zou worden aan het digitale basispakket. De zender werd ook verwacht bij Caiway op kanaal 21. De introductie werd eerst uitgesteld tot oktober 2011 en toen afgelast. Alle verwijzingen naar het Disney Channel werden daarop van de Caiway-website afgehaald. Cartoon Network bleef op het gereserveerde kanaal 21 te zien. Vanaf 1 juli 2015 was Disney Channel wel bij Caiway en Caiway Albrandswaard te zien. Bij Caiway Cogas/Twente was Disney Channel wel al meteen vanaf het begin te zien.
Sinds 2018 wordt de zender uitgezonden vanuit Frankrijk. Tijdens de promo's zijn geregeld personages uit Mini Ninjas te zien. Deze Franse tekenfilm wordt in Frankrijk uitgezonden op Disney Channel, maar in Nederland en Vlaanderen enkel op Ketnet en Disney XD.

## Programmering
Dezelfde programma's worden niet zelden ook door de Walt Disney Company verkocht aan concurrerende (jeugd)zenders, zoals onder andere Ketnet.
Deze lijst bevat ook series die niet meer worden uitgezonden op Disney Channel.

### Disneys animatieseries
- 101 dalmatiers
- 101 Dalmatian Street
- Amphibia
- Big Hero 6: De Serie
- Brandy & Mr. Whiskers
- De Legende van de Drie Caballeros
- De Legende van Tarzan
- Descendants: Wicked World
- De Vervangers
- DuckTales
- DuckTales (2017)
- Elena van Avalor
- Fish Hooks
- Gravity Falls
- Groen in de Grote Stad
- Have a Laugh!
- Het Huis van de Uil
- Kim Possible
- Knabbel en Babbel Rescue Rangers
- Lilo & Stitch: The Series
- Mickey Mouse
- Milo Murphy's Wet
- Phineas en Ferb
- Rapunzels Wilde Avontuur
- Recess
- Star vs. de Kracht van het Kwaad
- The Emperor's New School
- The Weekenders
- The Lion King's Timon & Pumbaa
- Wanders Wereld

### Disney Junior-programma's
- Bluey
- Finley de Brandweerwagen
- Handy Manny
- In de Droomtuin
- Jungle Junction
- Kleine Einsteins
- Koala Broertjes
- Mickey Mouse Clubhuis
- Mijn Liefste vriendjes Teigetje en Poeh
- Musti
- De kleine zeemeermin
- Sofia het prinsesje
- etc.

### Andere animatieseries
- A Kind of Magic
- Bad Dog
- Beestjeshotel
- Bende van Vijf
- Beugelbekkie (in Nederland)
- Captain Flamingo
- Casper's Griezelschool
- Chillen met de Ronks!
- De Tofu's
- De Vijf
- De ZhuZhu's
- Droners
- Furiki Wheels
- Ik, Elvis Riboldi
- Jacob Dubbel
- Jimmy Two-Shoes
- Jongen Meisje Hond Kat Muis Kaas
- Kid vs. Kat
- LoliRock
- Matt's Monsters
- Miraculous: Tales of Ladybug & Cat Noir
- Monster High
- Oscar's Oasis
- Pat & Stan
- Planet Sketch
- Pucca
- Ruimtekuikens in de Ruimte
- Sabrina: Secrets of a Teenage Witch
- Sadie Sparks
- Scaredy Squirrel
- Shuriken School
- Star Wars Rebels
- Stoked
- The Amazing Spiez!
- The Davincibles
- The Kids from Room 402
- The Psammy Show
- Totally Spies
- Ultimate Spider-Man
- Undercover Kat (in Nederland)
- Winx Club
- W.I.T.C.H.
- Wunschpunsch
- Zip Zip

### Series
- Alex & Co.
- A.N.T. Farm
- Austin & Ally
- Best Friends Whenever
- Binny en de geest
- Brian O'Brien (Disney Italië)
- Chiamatemi Giò[5] (Disney Italië) (slechts enkele afleveringen)
- Code 9
- Coop en Cami willen alles weten
- Cory in the House
- Crash & Bernstein
- De middelste van 7
- Dog With A Blog
- Fast Layne
- Girl Meets World
- Good Luck Charlie
- Hannah Montana
- Hannah Montana Forever
- Hank Zipzer (in Nederland)
- Hotnews.nl
- I Didn't Do It
- Jake & Blake
- Jessie
- JONAS
- Jonas L.A.
- Jonge Garde
- Just Like Me!

- Just Roll With It
- K.C Undercover
- Kickin' It
- Lab Rats
- Lightning Point
- Liv and Maddie
- Mighty Med
- My Babysitter's a Vampire
- Mr. Young
- Mako Mermaids
- On Tour
- Pair of Kings
- Phil of the Future
- PrankStars
- Raven's Home
- Really Me
- Secrets of Sulphur Springs
- Sonny With a Chance
- So Random!
- Spetter
- Shake It Up
- Sydney to the Max
- That's So Raven
- The Evermoor Chronicles
- The Suite Life of Zack & Cody
- The Suite Life on Deck
- Violetta
- Wizards of Waverly Place
- Wolfblood
- Bia
- Soy Luna

### Overige programma's

#### Talentenjacht
- My Camp Rock

Disney Stars-talentenjachten:
- Disney's Look Like a Star
- Disney's Act Like a Star
- Disney's Dance Like a Star
- Disney's Dress Like a Star
- DStars
- Radio Disney Music Awards

#### Achter de schermen
- Making of 'I Wouldn't Change A Thing' muziekclip
- Pixie Preview
- The Road to Camp Rock 2: The Final Jam
- Videoclips
- Disney's Friends For Change Games (26 oktober tot 20 november 2011)